# Török függetlenségi háború
A török függetlenségi háború (törökül: Kurtuluş Savaşı vagy İstiklâl Harbi) (1919. május 19. – 1923. október 29.) török forradalmárok politikai és katonai ellenállása volt az antanthatalmak ellen, amelyek az első világháború után eldöntötték az Oszmán Birodalom feldarabolását is. A török nemzeti mozgalom tagjai Anatóliában megalakították a Török Nemzeti Országgyűlést, amely Musztafa Kemal tábornok vezetésével katonai műveleteket rendelt el az ott élő görögök, örmények, angolok és franciák ellen, ezzel kényszerítve a nyugati csapatokat Törökország területének elhagyására. A háború eredményeképpen a nyugati szövetségesek kénytelenek voltak felülbírálni a sèvres-i békeszerződést és elfogadni a lausanne-i békeszerződést 1923 júliusában, majd október 29-én kikiáltották a Török Köztársaságot. Atatürk reformjai révén az ország modern, demokratikus, szekuláris, mind politikai, mind társadalmi szempontból a nyugat-európai értékekhez közeledő köztársaság lett.

## Előzmények, 1918. október – 1919. május
Az antanthatalmak 1918. október 30-án a mudroszi fegyverletétellel elkezdték megvalósítani azt, amiről korábban titkos egyezményekben állapodtak meg, vagyis az Oszmán Birodalom felosztását maguk között. Az első világháborút lezáró Párizs környéki békeszerződésekben ezek a korábban kötött titkos szerződések is érvényesültek. A szövetségesek céljai között szerepelt David Lloyd George terve, amely egy új görög birodalom megalapítása volt, emellett Nagy-Britannia saját területeket is kívánt szerezni. Arábia, Palesztina, Jordánia és Irak ekkor már az ő befolyásuk alatt állt; ezen felül felügyelni akarták a Boszporusz-szorost is. Olaszország Anatólia déli részét követelte magának az 1917-ben Nagy-Britanniával és Franciaországgal kötött St. Jean-de-Maurienne-egyezmény alapján. A franciák a titkos Sykes–Picot-egyezményben foglaltak szerint Hatayt, Libanont és Szíriát, valamint Délkelet-Anatólia egy részét is szerették volna megszerezni. 1916-ban megígérték az örményeknek egy független Örményország megalakítását, és létrehozták a francia-örmény légiót.
Isztambul szövetséges megszállásának idején, az akkor még oszmán hadsereg tisztjei, Musztafa Kemal, Kâzım Karabekir, İsmet pasa és mások még nem tértek vissza a fővárosba. A britek a Fekete-tengeri régióban megpróbáltak kapcsolatba lépni az Örmény Demokratikus Köztársasággal. Az angol megszálló erők megszüntették a Kars városában 1918. december elsején létrejött Délnyugat-Kaukázusi Köztársaságot. 1919 májusában az örmények lerohanták Karsot. A franciák a francia-örmény légió segítségével Adanában szálltak partra 1918. december 21-én.

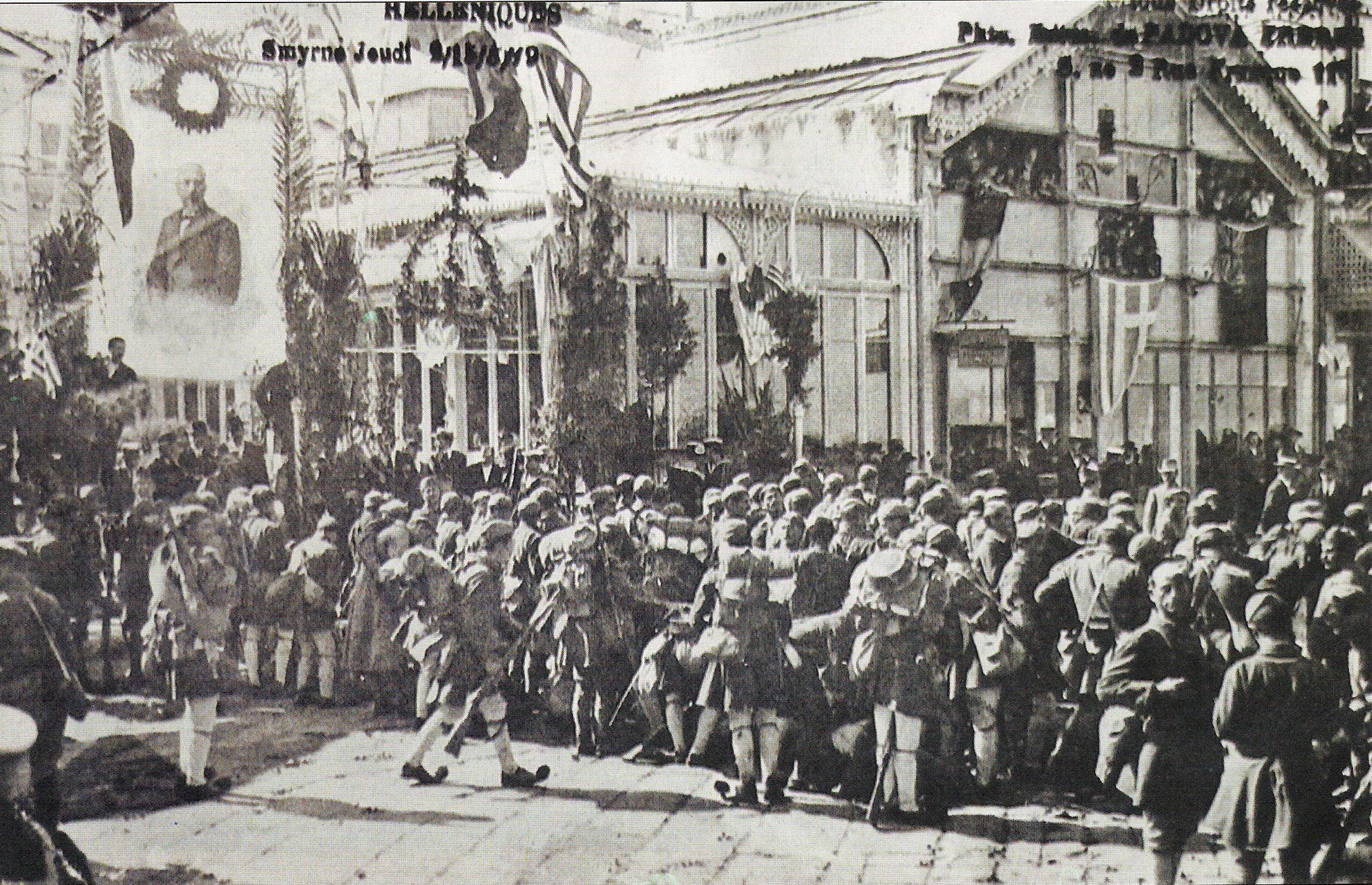
Görög katonák megszállják Szmirnát, 1919. május 15.

A szultán és kormánya képtelen volt a szövetségesek követeléseit teljesíteni, vagy a megszállást megakadályozni. A szövetségesek isztambuli főbiztosa Sir Somerset Arthur Gough-Calthorpe admirális lett. Calthorpe 1919. január végén az Egység és Haladás Mozgalma több tagját is letartóztatta; Musztafa Kemal tábornok maga nem volt közöttük, egyik barátja, Dr. Tevfik Rüştü azonban igen.
Az ellenállás akkor kezdődött meg, amikor a szövetségesek elküldték első parancsaikat az oszmán kormánynak. Ekkor alakultak meg az úgy nevezett „rendőregyletek” (Karakol Cemiyeti), amelyek az ellenállókat látták el fegyverekkel, felszereléssel és információkkal. Eközben Ali Fuat Cebesoy tábornok Szíriából Angora felé vezényelte csapatait, megkezdődött az ellenállócsoportok szervezése, kaukázusi népcsoportok részvételével, Cserkesz Ethem irányítása alatt.
Mivel Anatólia déli partvidékeit brit hadihajók, valamint egymással vetélkedő görög és olasz csapatok ellenőrizték, a török nemzeti mozgalom főhadiszállását Közép-Anatólia hegyekkel védett területére helyezték át.

## Előkészületek, 1919. május – 1920. március
1919 márciusában Pontoszban súlyos zavargások törtek ki. A görögök elhatározták, hogy megalapítják saját államukat, amit a környéken élő lázok megpróbáltak megakadályozni. A harcokba partizáncsapatok élén rablóvezérek is bekapcsolódtak. A helyzetet tovább rontotta, hogy az angolok 200 katonát szállítottak partra Samsunnál, hogy megakadályozzák a török hadseregben orosz mintára alakulóban lévő katonatanácsok (szovjetek) létrejöttét. A szultán kormányának belügyminisztere, Mehmed Ali azt javasolta, küldjék Mustafa Kemal dandártábornokot a helyszínre, rendteremtés céljából. Ali úgy gondolta, hogy a Gallipolinál nevet szerzett háborús hős a legalkalmasabb erre a feladatra, és Vahideddin szultán beleegyezett. Kemalt Erzurumba nevezték ki a 9. oszmán hadsereg felügyeletére, feladata többek között szovjetek alakulásának megakadályozása és a görög kisebbség zaklatásának megállítása volt. Hatáskörébe tartozott a kelet-anatóliai területek polgári közigazgatása is; gyakorlatilag teljes hatalommal bírt. Elutazása előtt nem sokkal, Kemal titokban több katonatiszttel is megállapodott, hogy fegyvert csempésznek ki Anatóliába Konstantinápolyból.

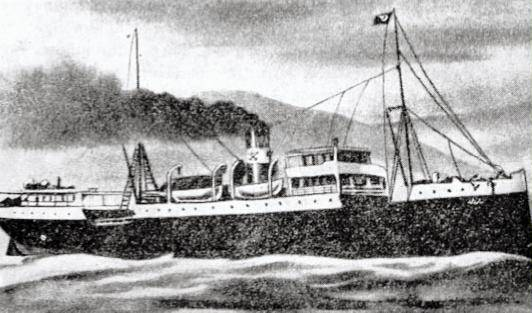
A Bandırma, Atatürk hajója

Anatólia feldarabolása Szmirna elfoglalásával, a görög hadsereg bevonulásával kezdődött 1919. május 15-én. Néhány nappal később olasz katonák szálltak partra Antalyában. Szmirnában zavargások törtek ki, a görög katonák megöltek és megsebesítettek mintegy 400 törököt, de legalább 100 görög is megsebesült, a városban kihirdették a statáriumot. Szmirna elfoglalása általános felháborodást váltott ki a törökökben, ezt az eseményt tartják a török függetlenségi háború előestéjének, amikor a török lakosság is csatlakozni kezdett a Kemalhoz húzó, titokban szervezkedő katonatisztekhez. Tiltakozó tüntetéseket tartottak az ország több pontján, az isztambuli Kék mecset előtt a feminista írónő, Halide Edib Adıvar kétszázezer ember előtt mondott beszédet. Musztafa Kemal az izmiri megszállás tudatában utazott, május 15-én, a Bandırma nevű hajó fedélzetén Samsunba. A szorosokat felügyelő szövetségesek akadékoskodása miatt titokban, civil ruhában volt kénytelen utazni. Május 19-én érkezett az anatóliai kikötőbe, ezt a dátumot tartják a függetlenségi háború kezdetének. Azonnal megkezdte az ellenállás szervezését, kihasználva, hogy a szultán által jóváhagyott pozíciója miatt nem kellett engedélyt kérnie a különböző hadtestekkel való kommunikációhoz, nem is ellenőrizték cselekedeteit. Sikerült elterelnie az angol titkosszolgálat figyelmét is.

### Az erzurumi kongresszus

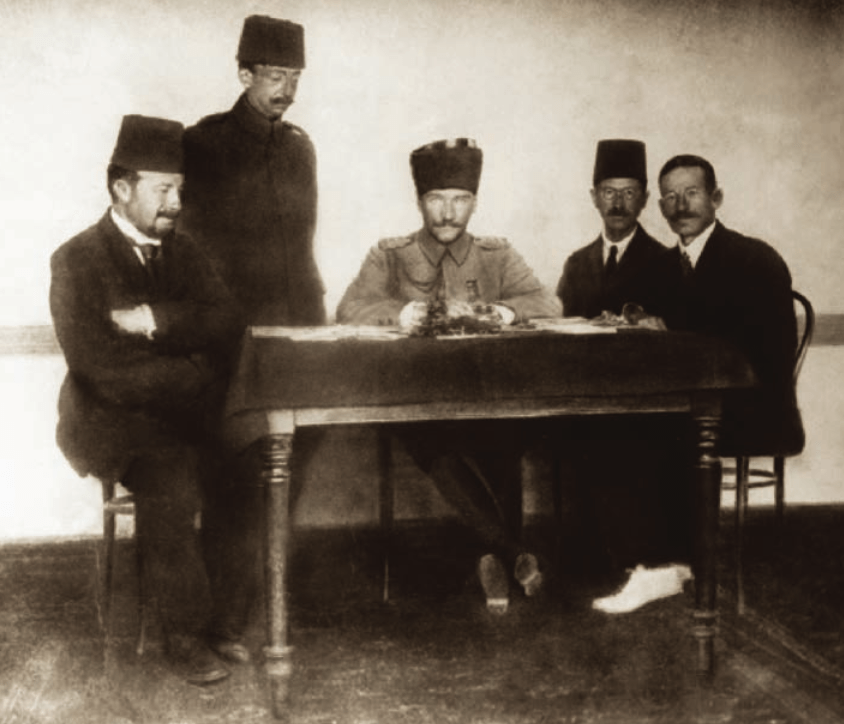
Atatürk Erzurumban (1919. július 5.)

Kemal Samsunból Havzába, majd Amasyába utazott, ahonnan köriratot küldött szét Anatóliában, felszólítva az egyes tartományokat, hogy küldjenek delegációt a Sivasban megrendezendő kongresszusra, amelynek előkészítésében Ali Fuad tábornok, Hüszejin Rauf volt haditengerészeti miniszter és Refet Bele, a 3. hadtest parancsnoka is részt vett. A körlevelet aláírta Kâzım Karabekir tábornok és több más magas rangú tiszt is. A szervezkedés hírére a szultán követelte, hogy hívják vissza a lázadó Kemalt, aki válaszul lemondott felügyelői tisztségéről és kilépett a hadseregből is. Ekkor Erzurumban tartózkodott, ahol már szervezték a sivasi kongresszust megelőző Erzurumi kongresszust, amelyet 1919. június 23-án nyitottak meg. Az 54, főként a környező településekről érkezett delegált Musztafa Kemalt választotta meg elnöknek. Erzurumban fogalmazták meg először hivatalosan a függetlenségi háború alapjául szolgáló két elvet, a nemzet függetlenségét, és a nép saját akaratának érvényesítéséhez való jogát. Ekkor még nem volt szó köztársaság alapításáról és a kalifátus felszámolásáról, csupán az országot megszálló szövetséges alakulatok ellen kívántak fellépni az összegyűltek, mivel úgy gondolták, a szultán és kormánya túl gyenge az ellenálláshoz. Megszületett a Nemzeti Egyezmény (Misak-ı Milli), amelyben célul tűzték ki az ország török-lakta területeinek megtartását, új, választott ideiglenes kormány létrehozását és a kapitulációk eltörlését. A Nemzeti Egyezmény szövegét kiáltvány formájában terjeszteni kezdték Anatóliában. A kongresszus nyomán a szultán elrendelte Kemal letartóztatását, de parancsát nem teljesítették.

### A sivasi kongresszus

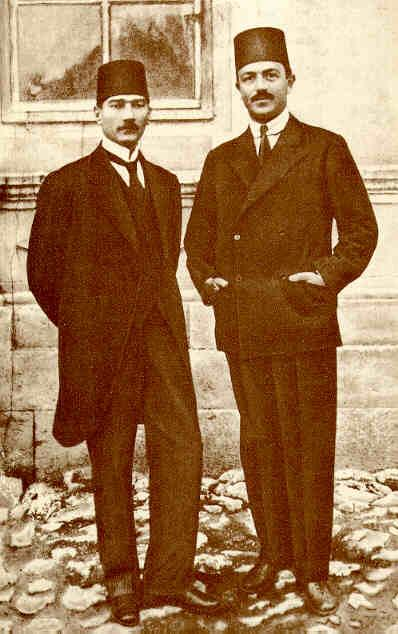
Musztafa Kemal (balra) és barátja, Rauf bej a sivasi kongresszuson

Az amasyai körlevélben meghirdetett Sivasi kongresszus megakadályozására Damad Ferid nagyvezír választásokat írt ki, és új kormányt alakított, a kongresszust azonban, kis létszámban ugyan, de megtartották, 1919. szeptember 4-én. A szervezőknek sikerült elhitetniük a szultán kormányával, hogy a delegáltak valóban az egész országot képviselik, a forradalom elindításához ugyanis szükség volt arra, hogy a „zendülés” ne csupán egy területre korlátozódjon, hanem a teljes országra kiterjedjen. A mindössze 39 fő jelenlétében, Musztafa Kemal elnökletével megnyitott kongresszuson megerősítették az Erzurumban hozott határozatokat, és kinyilvánították, hogy a nemzeti mozgalom a szultanátus védelmét is célul tűzte ki, a nép akaratának érvényesülése mellett. Ez tulajdonképpen alkotmányos monarchia megteremtése volt, a szultán azonban hallani sem akart ilyesmiről. Halide Edip Adıvar és más Amerika-párti delegáltak szorgalmazták, hogy kérjenek segítséget az Egyesült Államoktól, és Törökország legyen Amerika mandátumterülete, ezt azonban a kongresszus elutasította. Kijelentették, hogy gazdasági vagy morális támogatást elfogadnak, nemzeti egységüket azonban nem hajlandók alárendelni más országnak.
A szultán kormánya úgy döntött, véget kell vetni a közvéleményt egyre inkább maga mögé állító sivasi kongresszusnak, és arra utasították Ali Galipot, Elazığ kormányzóját, hogy tartóztassa le Kemalt. Galip az angol Edward Noel hírszerző kapitánnyal közösen próbálta meg Sivas ellen küldeni a kurd lovasságot, ám Kemal értesült a tervekről, és Ali Fuad parancsnoksága alatt török lovascsapatokat indított útnak Noelék ellen. Galip és a kurd csapatok Szíriába menekültek, az ugyancsak Kemal letartóztatására Sivasba küldött angorai kormányzót pedig még útközben elfogták.

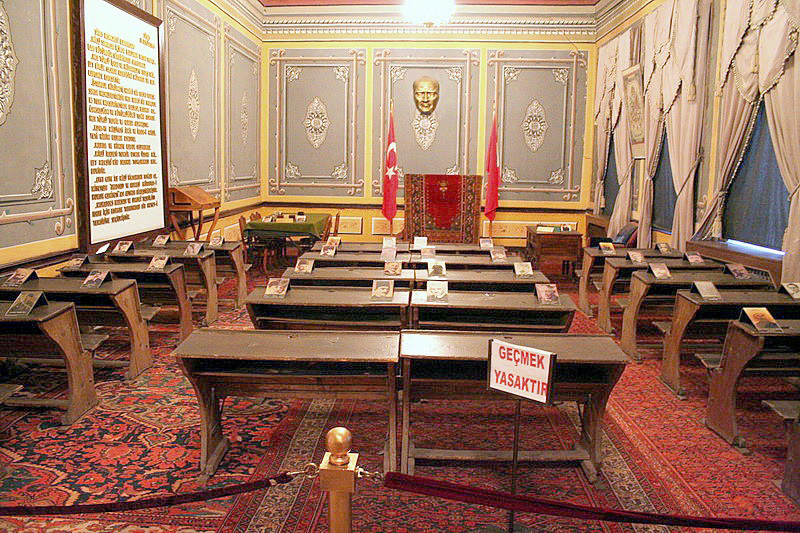
A sivasi kongresszus helyszínéül szolgáló terem ma múzeum

Patrick Kinross történész a sivasi konferencia sikerét a hatékony kommunikációban látta, Kemal és társai távíróberendezés használatával mindössze fél óra alatt összeköttetésbe kerültek Erzurummal, Erzincannal, Diyarbakırral, Moszullal, Samsunnal, Trabzonnal, Angorával, Malatyával, Konyával és Bursával, és értesítették őket a nemzeti mozgalom ellen hozott szultáni döntésekről. Konya kivételével, ahol a megszálló olasz seregek miatt kénytelenek voltak semlegesek maradni, minden megkeresett tartományból felhatalmazták Musztafa Kemalt, hogy „döntsön belátása szerint”. A kongresszus követelte a nagyvezír lemondását és új kormány alakítását. Mivel Konstantinápolyból nem érkezett válasz, a nemzetiek megszakítottak minden kommunikációs csatornát a kormány és az ország többi része között. A sivasi kongresszus küldötteiből megalakult az átmeneti kormány, amelynek feladata az ország kormányzása volt „a szultán nevében” mindaddig, amíg szabad választásokat nem lehet kiírni egy új kormány létrehozásához. A küldöttség vigyázott, hogy ne sértse meg a szultánt muzulmán vallási vezetőjüknek tekintő tömegeket. Damad Ferid nagyvezír a szövetségesekhez fordult, akik azonban a békeszerződésekre hivatkozva nem voltak hajlandók beavatkozni, az angolok még a katonáikat is kivonták a belső-anatóliai területekről, aminek következtében egész Nyugat-Anatólia nemzeti kézre került. Damad Ferid lemondott, helyére Ali Riza pasa került, akit utasítottak, hogy írjon ki szabad választásokat, és szüntesse meg a sajtócenzúrát.

## Konstantinápoly angol kézen

### Angora, az új központ
A nemzetiekkel jobban szót értő Ali Riza küldötte, Salih pasa haditengerészeti miniszter Amasyában találkozott a nemzetiekkel, ahol megegyeztek arról, hogy a közeledő békekonferenciára a szultáni kormány csak olyan képviselőket küldhet, akiket a nemzeti mozgalom is elismer, illetve megállapodtak, hogy az új parlamenti választásokon az egykori ifjútörökök közül nem juthatnak be olyanok, akik részt vettek azok bűntetteiben. Az új parlament központjának megválasztásakor Kemalnak sikerült meggyőznie Salih pasát, hogy Konstantinápoly – a későbbi Isztambul – nem megfelelő helyszín, hiszen külföldiek gyakoroltak felette ellenőrzést, és Angorát (Ankara) vagy Eskişehirt javasolta új központnak. Mindkét fél a saját szakállára cselekedett, Salih nem egyeztetett a kormánnyal, Kemal pedig a nemzetiek konstantinápolyi szárnyának jóváhagyása nélkül nyilatkozott. Ali Fuad azon a véleményen volt, hogy nem szabad Anatóliába összehívni az új parlamentet, mert ezzel még nagyobb ellenállást váltanának ki az antanthatalmakból, és újabb okot szolgáltatnának a nemzetiek amúgy is rossz külföldi megítélésének fokozására. Kemal végül beleegyezett, hogy a parlament Konstantinápolyban üljön össze.
A találkozó után a nemzetiek úgy döntöttek, hogy székhelyüket a távol eső Sivasból átteszik az Isztambulhoz közelebb fekvő, de biztonságosabb (hegyekkel védett) Angorába, amely vasúti összeköttetésben volt az ország többi részével. A nemzetieket valóságos örömünnepély fogadta a kisvárosban, összegyűltek a hegyekből a nemzeti mozgalomhoz csatlakozott, egyébként törvényen kívüli bandavezérek; cserkeszek, kurdok, lázok, csecsenek, abházok és mások.

### Szövetséges beavatkozás
1919 őszén tartották meg a kétfordulós választásokat, ahol a nemzetiek elsöprő győzelmet arattak. A parlament 1920. január 12-én ült össze. Ekkor azonban az angol vezetés úgy döntött, beavatkozik, és követelte, hogy azonnal mondassák le Cevat vezérkari főnököt és Cemal hadügyminisztert, akik szerintük összejátszottak a nemzetiek katonai vezetésével és fegyvereket juttattak a nemzeti mozgalmon belül szerveződő gerillacsapatoknak. Ali Riza beleegyezett lemondatásukba, mindazonáltal a nemzetiek mégis elkönyvelhettek egy sikert: a parlament áldását adta Kemal Nemzeti Egyezményének végső verziójára, így az hivatalosan is elfogadott dokumentum lett.
Musztafa Kemal ekkor úgy döntött, eljött az ideje csapást mérni a szövetségesekre, akik éppen a világháborút lezáró békeszerződést készítették elő. Fegyveres összecsapások robbantak ki Kilikiában, kemalista gerillacsapatok felszabadították Maraş városát, meghátrálásra kényszerítve a területet ellenőrzése alatt tartó francia egységeket. A környék franciákat támogató örmény lakossága (közöttük számos gyermek, nő és öreg) menekülni kényszerült, sokakat közülük a török csendőrséggel egyesülő partizáncsapatok és az idegen elnyomás ellen fellázadó helyi muzulmán lakosok meggyilkoltak, a visszavonuló franciák pedig nem segítettek a korábban pártfogolt keresztény kisebbségnek. A törökök Urfa városát is felszabadították, a franciák 1920 májusában kénytelenek voltak fegyverszünetet kérni, ami alatt Musztafa Kemal átszervezte a déli csapatokat.
A franciák kiszorítása mutatta meg a nyugati hatalmaknak, hogy az addig figyelmen kívül hagyott, alábecsült nemzeti erőket komolyan kell venniük. Szövetségesük veresége láttán az angolok úgy döntöttek, véget vetnek a nemzeti mozgalom felkelésének. Korábban Edwin Montagu indiai államtitkár tanácsára nem vonultak be Konstantinápolyba, aki ellenezte a megszállást, mivel szerinte az indiai és arab muszlimokat felháborítaná, ha a kalifát eltávolítanák sok évszázados székhelyéről. De Robeck admirális, a konstantinápolyi főbiztos véleménye az volt, hogy ha a békeszerződés feltételei szigorúak lesznek (mint ahogy Lloyd George miniszterelnök hajthatatlanul ragaszkodott hozzájuk), akkor jobb lenne angol csapatokat állomásoztatni az oszmán fővárosban, az ellenállás megelőzése érdekében – és nem utolsósorban erődemonstráció végett. 1920. március 16-án angol fegyveres erők elfoglalták a rendőrőrsöket, főbb katonai állomásokat, állami épületeket és minisztériumokat, a távíróállomásokat; hadihajók jelentek meg a Galata hídnál. Az angolok felügyeletük alá vonták a nyomdákat és a sajtót. A brit katonák félbeszakították a parlament ülését, letartóztatták Kemal barátját, Rauf bejt és egy másik mozgalom-vezetőt, Kara Vasifot, majd más fogvatartottakkal (közöttük parlamenti képviselőkkel) együtt Málta szigetére szállították őket. A nagyvezíri székben Ali Rizát követő Salih pasa megtagadta Kemal és a nemzeti vezetők kiadását, és lemondott. A szultán ismét Damad Feridet nevezte ki nagyvezírnek és április 11-én feloszlatta az utolsó oszmán parlamentet.
A jól működő nemzeti távíróhálózaton keresztül mindenről azonnal értesülő Musztafa Kemal Angorába hívta össze az új parlamentet, a konstantinápolyi képviselőket egy üsküdari derviskolostor szerzetesei álruhában csempészték ki a városból, Halide Edib Adıvar írónő és férje, Dr. Adnan is hasonló módon jutottak el Angorába. Ekkor érkezett ide İsmet pasa és a korábban a szultánt támogató Fevzi Çakmak hadügyminiszter is. Összehívták az új parlamentet Angora mezőgazdasági iskolájában. Damad Ferid hivatalosan is kijelentette, hogy nem ismeri el az angorai parlament létjogosultságát.
Kemal ebben az időszakban intézte híres kiáltványát a török néphez és a világ muszlimaihoz:
Isztambul erőszakos megszállása véget vetett a hétszáz éves oszmán államnak. Ma felhívjuk a török nemzetet, hogy védje meg kultúráját, civilizációs vívmányait, az élethez és függetlenséghez való jogát, vagyis jövőjét.

### Fetvaháború
A konstantinápolyi parlament feloszlatása után Vahideddin szultán olyan lépésre szánta el magát, ami nehéz helyzetbe sodorta a függetlenségi mozgalmat. Damad Ferid és a szultán javaslatára Dürrizade Abdullah sejhüliszlám (muszlim főpap) vallásjogi véleményt, azaz fetvát bocsátott ki, amelyben hitetlennek nyilvánította a kemalistákat, és a nemzeti mozgalom tagjainak meggyilkolására buzdította a hithű lakosságot. A szövetségesek repülőgépekről szórták szét a fetva szövegét tartalmazó szórólapokat az országban. Erre válaszul az angorai mufti, Rıfat Börekçi ellenfetvát fogalmazott meg, amely kijelentette, hogy az idegen megszállás alatt kiadott konstantinápolyi fetva érvénytelen, hiszen a kalifa külföldiek foglya, és felszólította a lakosságot a vallási vezető „kiszabadítására”. A szöveg megfogalmazásakor gondosan ügyeltek arra, hogy ne a szultán, hanem Damad Ferid ellen irányuljon, és 250 anatóliai muszlim pap is aláírta. A szultáni fetva szavát azonban sok helyen komolyabban vették, atrocitások törtek ki, Nyugat-Törökországban a cserkeszek és lázok fogtak fegyvert a nemzetiek ellen. Damad Ferid reguláris katonaságot („a kalifa serege”) is bevetett a kemalisták ellen. A partok mentén előrenyomuló vallásos csapatok megfékezésére a nemzetiek az ugyancsak gerillaharcos Cserkesz Ethem csapatait vetették be sikerrel, ennek ellenére a lázadások terjedésének következtében Angora kemalista léte is veszélybe került.

## Nagy Török Nemzetgyűlés, 1920

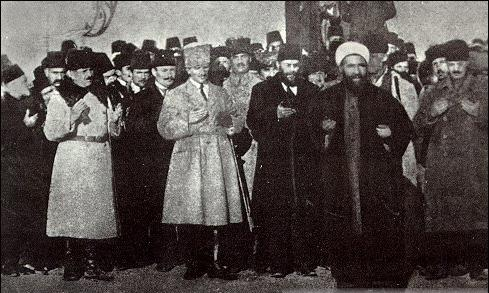
A nemzetgyűlés megnyitása

A történtek ellenére 1920. április 23-ra összehívták a nemzetgyűlést, a sietség egyik oka Kemal azon véleménye volt, miszerint a nemzetgyűlés megnyitása megfékezheti a kalifa fetvájának hatására kitört lázadásokat. A fetva a nemzetiek hitetlenségére alapozta létjogosultságát, így ezt cáfolandó a kemalisták nagyszabású vallási ceremóniát tartottak az ülés megnyitásakor, előtte két napig recitálták a Koránt, és gondoskodtak arról, hogy a ceremónia híre az ország minden részébe eljusson. Április 24-én Mustafa Kemal Atatürköt elsöprő többséggel megválasztották a nemzetgyűlés elnökévé, aki levelet címzett a szultánnak, biztosítva őt arról, hogy az angorai nemzetgyűlés, a mozgalom célja a kalifátus és a szultanátus megőrzése és idegen uralom alóli felszabadítása. A nemzetgyűlés gyakorolta a törvényhozó és végrehajtó hatalmat és választotta meg a kormányt, a kabinet meghatározásakor Kemal kínosan ügyelt arra, nehogy a „köztársaság” szót használja, ezért lett a megnevezése inkább Nagy Török Nemzetgyűlés. A májusban megalakult első kormány elnöke Musztafa Kemal lett, Fevzi Çakmak hadügyminiszteri, İsmet pasa vezérkari főnöki posztot kapott. Halide Edib Adıvar férje, Dr. Adnan egészségügyi miniszter lett, a belügyminiszteri széket Dzsámi bej, a külügyi tárcát Bekir Szami, a pénzügyit Hakki Behics, a gazdaságit Juszuf Kemal kapta; mindannyian a nemzetiekhez tartoztak. Kemal a miniszterelnöki posztról később Fevzi javára lemondott.
A kormány minden kapcsolatot megszakított Konstantinápollyal, még a levelezéseknek is cenzúrán kellett átesniük. Kijelentették, hogy nem ismernek el semmiféle olyan dokumentumot, amit a szultán ír alá a nyugati hatalmakkal; törvényt hoztak, miszerint hazaáruló mindenki, aki nem hajlandó elismerni a Nemzetgyűlés törvényességét, és mint hazaárulók halállal büntethetők.

## Háború a szultánnal

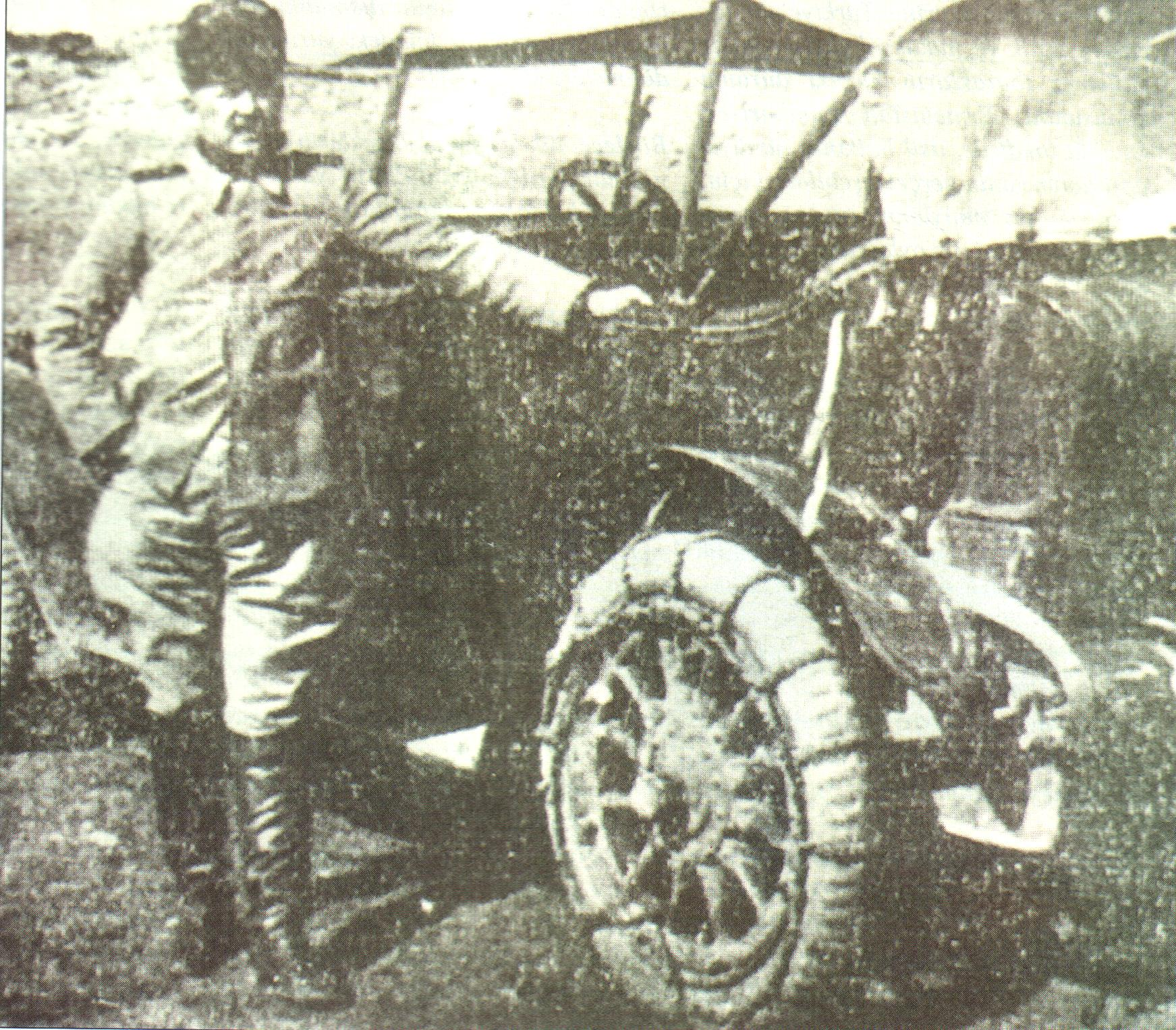
Kâzım Karabekir tábornok 1920-ban

Miközben Angorában szerveződött a parlament, az ország területén tovább folytak a szultáni fetva által kiváltott lázadások, és a VI. Mehmed szultán serege is útnak indult. A fetva leginkább a vallási fanatikusokat buzdította a nemzetiek ellen, a lázongókat brit kereskedők látták el fegyverrel. A zavargások elfojtásához az új kormány radikális eszközöket vetett be, gyorsan ítélő, ún. független bíróságokat állítottak fel (hasonlóak voltak a francia forradalom idején alkalmazottakhoz), amelyek nem a helyi hatóságoknak, hanem közvetlenül a nemzetgyűlésnek feleltek. Az elfogott lázadókat gyorsított eljárásban elítélték és felakasztották. A nemzetiek hadserege kétféle alakulatból állt: egyfelől a sorozott reguláris katonaságból, amelyet Ali Fuad és Refet Bele vezetett, másfelől a gerillacsapatokból Arif ezredes vezetésével, hozzá tartoztak Cserkesz Ethem partizánalakulatai is.
A „kalifa serege” és a nemzetiek legnagyobb ütközete İzmit és Bursa között zajlott le 1920 júniusában. A szultán 4000 fős serege az anzavuri lázadók megsegítésére indult, ám Cserkesz Ethem csapatai elfojtották a lázadást. A nemzeti sereg csapást mért a szultáni hadra, ennek következtében a szultáni sereg egy része átállt a nemzetiek oldalára, a többiek az angolok felügyelte területekre menekültek. Néhány nappal később a szultán serege feloszlott. Ezután a kemalista csapatok elkezdtek benyomulni Konstantinápolyba, először Tuzla kerületét foglalták vissza. Az angolok felkészültek a visszavonulásra, felrobbantották a lőszer- és fegyverraktárakat. Angol hajókról és repülőgépekről tüzet nyitottak a nemzetiekre, erre azok ideiglenesen visszavonultak. Eközben pedig a Yozgatban kirobbant lázadással is foglalkozniuk kellett, amelyet Ethem vert le sikeresen.

## Háború a szövetségesek ellen

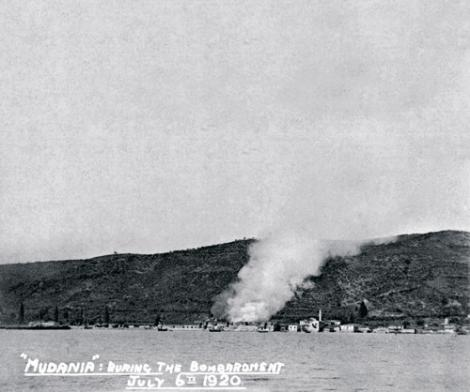
A brit bombázás által okozott égés (Mudanya, 1920. július 6.)

Kemal csapatai ellen fellépő szövetségesek eleinte jelentős fölényben voltak. A britek az indiai gyarmatról vetettek be katonákat, a törökök ellen összesen 38 ezer angol és indiai katona vett részt. Franciaország 59 ezer katonával, köztük nyugat-afrikai (főleg a mai Algéria és Szenegál területéről származó) gyarmati katonákkal vett részt a háborúban. Olaszország közel 18 ezer főnyi hadsereggel folytatott hadműveleteket főleg Dél-Törökországban. Grúzia, mely szintén a szövetségeseket támogatta aránylag változó számú, 30-50 ezer fő közötti fegyveressel segítette a Kemal elleni harcot, a grúz haderő többnyire irreguláris egységekből tevődött össze. Örményország főleg a mészárlásokat megbosszulandóan harcolt a törökök ellen mintegy 30 ezer fővel, ebből 10 150 katona délen, míg 20 ezer északon harcolt. Görögország vett részt a legnagyobb számmal a török függetlenségi háborúban: 1919-ben még 80 ezer, míg 1922-re már negyedmillió görög katona harcolt a török fronton. Az Amerikai Egyesült Államok is támogatta a szövetségeseket, jóllehet egyetlen amerikai katona sem harcolt törökök ellen a háború folyamán, helyettük logisztikai támogatás, fegyver- ill. gyógyszerszállítmányok érkeztek. 1922. június 7-én az amerikai flotta tűz alá vette Samsunt, ez volt az egész háború egyetlen amerikai harci cselekménye. Katonai tanácsadóként Mark Lambert Bristol amerikai admirális működött közre a törökök elleni harcban.

### Görög invázió

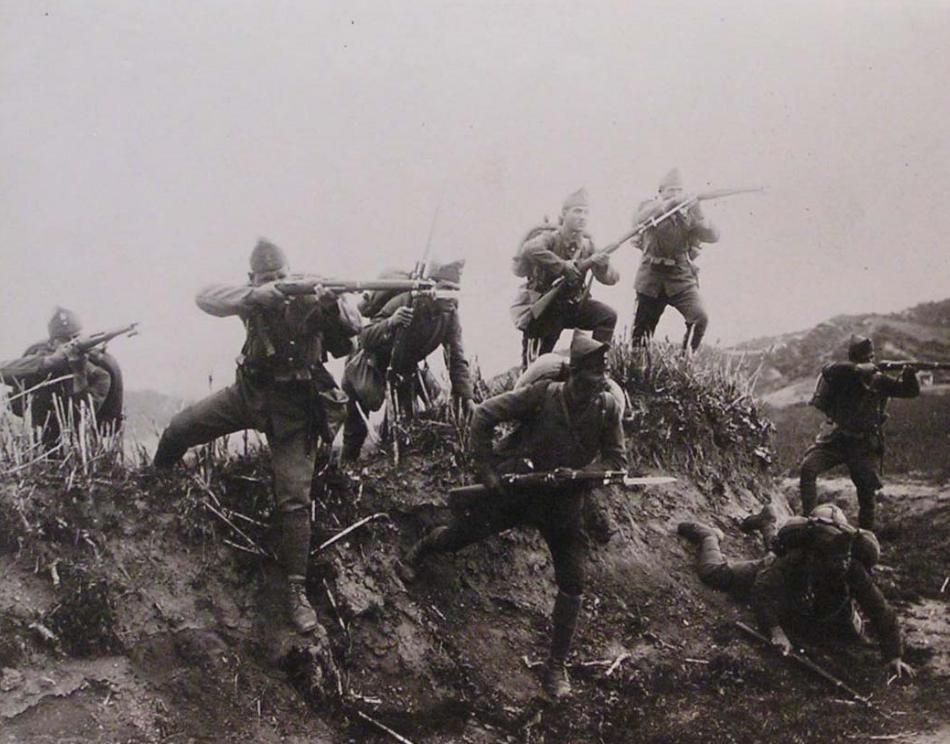
Görög gyalogsági roham a Gediz folyónál (1919-1922)

Amikor a nemzetiek elhatározták, hogy visszaszerzik Konstantinápolyt, George Milne, a városban állomásozó angol haderők főparancsnoka segítséget kért a szövetségesektől, akiktől elutasító választ kapott, mondván, hogy nincs annyi felszabadítható erejük, és Milne már csak a térségben tartózkodó görög katonákra számíthat, akik több mint 460 év után most lehetőséget láttak az elrabolt területeik visszahódítására. (A Bizánci Birodalom 1453-as bukása után a görögség nagy része ui. oszmán-török uralom alá került.) Ezt az alkalmat megragadta Venizélosz görög államfő, aki a görögbarát Lloyd George, illetve a franciák támogatását elnyerve hadjáratot indított a törökök ellen. A görögök három vonalon támadtak egyszerre, Aydın, Afyon és a Márvány-tenger irányában nyomultak előre, a kevés és rosszul felfegyverzett emberrel rendelkező nemzeti sereg Ali Fuad vezetésével képtelen volt feltartóztatni a görögöket, ráadásul az offenzíva idején Cserkesz Ethem ütőképes gerillacsapata éppen a yozgati felkelés leverésével volt elfoglalva. A görögök elfoglalták az Égei-tenger partvonalát és a Márvány-tenger déli partvonalát is. Megszállták Bursát, Uşakot, egészen Eskişehirig benyomultak, Trákiában elfoglalták Edirnét, pár nappal később már egész Thrákia görög ellenőrzés alatt volt. A Yozgatból visszatérő Ethem Uşak előtt csapást mért a görögökre, ám ez nem segített sokat a nemzetiek helyzetén, akiknek figyelmét ismét lázadások vonták el, ezúttal Konya esett áldozatul a szultán vallási fanatikus híveinek, a hadsereg egy részét ide kellett vezényelni a zavargások megfékezésére. A kurdok is lázadni kezdtek, Kilikiában a francia haderő talált magára újra. A nemzetiek szinte kilátástalan helyzetbe kerültek, erőiket megosztották a görögök és a lázadók.

### Sèvres-i békeszerződés
Miközben a nemzeti erők a görögökkel és a lázadókkal küzdöttek, 1920. augusztus 10-én a szultán küldöttei és az antanthatalmak aláírták a sèvres-i békeszerződést, amely megfosztotta az Oszmán Birodalmat területei nagy részétől. Kelet-Trákia és Szmirna környéke a szerződés szerint a görögöket illette, Kelet-Anatóliában létrejött egy független örmény állam, Szíria és Libanon francia mandátumterület lett, a Boszporusz nemzetközi ellenőrzés alá került, a britek kapták a mandátumjogot Palesztinában, Transzjordániában és Irakban. Moszultól északra a kurdok autonóm területet kaptak, azzal az ígérettel, hogy egy éven belül elszakadhatnak az anyaországtól. Az olaszok kapták Anatólia déli részét.
Augusztus 19-én a nemzetgyűlés határozatban hazaárulónak ítélte a békediktátum oszmán aláíróit, és kijelentette, hogy nem hajlandó elfogadni annak egyetlen tételét sem. A békeszerződés hatályba lépéséhez törvénybe kellett iktatni azt, a szultán azonban korábban feloszlatta a parlamentet, így a szövetségesek most arra kérték, alakítsanak ki olyan parlamentet, amely meg tud egyezni a választásokon mindenképpen fölényesen győző kemalistákkal egy új parlament létrehozásáról, amely beiktatja a békediktátumot. Ennek hírére Damad Ferid lemondott, helyére Tevfik pasa került, aki azonnal felvette a kapcsolatot a nemzetiekkel, megszüntette az ellenük zajló eljárást. Ennek ellenére a nemzetgyűlés nem volt hajlandó többé a szultáni vezetéssel való együttműködésre. Nyugaton sem fogadták pozitívan a békeszerződést, Anglia és Franciaország egyes politikusai szerint is túlságosan kemények voltak a feltételek, amik szerintük a Szovjetunió karjába taszíthatja Törökországot.

### Inönüi csata
1920 októberében Görögországban váratlan fordulat következett be. I. Sándor királyt megharapta kedvenc majma, és az uralkodó belehalt a vérmérgezésbe. Venizélosz miniszterelnök választásokat írt ki, amelyet elvesztett, így az 1917-ben lemondatott I. Konstantin visszakerülhetett a trónra. A helyzetet kihasználva a franciák és az olaszok visszavonták a görögöknek tett ígéreteiket, Lloyd George angol miniszterelnök azonban kitartott grekofil álmai mellett. Bár Venizelosz eltűnt a politikai színtérről, a görögök folytatták politikáját, és elhatározták, hogy újabb támadást intéznek a törökök ellen. Tervbe vették Eskişehir és Afyonkarahisar vasúti csomópontjainak elfoglalását, elvágva a török kommunikációs vonalakat, s ezzel visszaszorítva őket Angorába és Konyába. A görögök négy oldalról támadtak, a fő támadás Bursa felől érkezett. A török sereg İsmet ezredes vezetésével az İnönü-völgyben találkozott a görög haderőkkel 1921. január 10-én. A görögök arra számítottak, hogy könnyen átverekszik magukat a rosszul felszerelt törökökön, ám meglepetésükre egy harcképes erővel találták szembe magukat. Mivel Venizelosz bukásakor a királypártiak lecserélték az Anatóliában állomásozó haderőik Venizelosz-párti vezetőit, az új tisztek nem rendelkeztek tapasztalatokkal a számukra teljesen ismeretlen fronton. A görögöknek nem sikerült előrenyomulniuk, másnap visszavonultak Bursa felé. Az inönüi csatát a nemzetiek úgy állították be, mint első nagyszabású győzelmüket az idegen seregek ellen, nem utolsósorban a katonaság és az emberek lelkesítése érdekében, valamint orosz segítség reményében. İsmet ezredest dandártábornokká léptették elő, amivel együtt járt a pasa megszólítás. Később, 1934-ben, Atatürk a családnév-törvény bevezetésekor a csata emlékére az „İnönü” családnevet javasolta İsmetnek, amit fel is vett.
Az inönüi csatát haditudósítóként szemlélő Ernest Hemingway amerikai író így fogalmazta meg élményeit:
…aztán odaértek, ahol a támadás megindult, az újonnan érkezett Konstantin-tisztekkel, akik frászt se tudtak, a tüzérség belelőtt a csapatokba, s az angol megfigyelő úgy sírt, mint egy gyerek.

### A londoni konferencia
A görög–török harcok nyomán a szövetségesek elhatározták, hogy békekonferenciára invitálják a két félt, amelyet 1921. február 21-én szándékoztak megtartani Londonban, Lloyd George elnökletével. A meghívóban szerepelt, hogy az angorai kormánytól is várnak küldötteket, nemcsak a szultántól. Tevfik nagyvezír távírón keresztül hívta meg Musztafa Kemalt a delegációba, aki azt válaszolta, hogy nem neki kell mennie, hanem az angorai parlament képviselői közül kell küldötteket választani, ami egyet jelentett volna a nemzeti kormány hivatalos elismerésével. (Azzal, hogy a szövetségesek meghívót küldtek Angorába, de facto elismerték a nemzeti kormányt, és ezt Kemal ki akarta használni.) Mivel Tevfik ezt visszautasította, Kemalék külön delegációt küldtek Londonba Bekir Sami külügyi főtitkár vezetésével. A delegáció nem Konstantinápolyon, hanem Antalyán és Rómán keresztül érkezett az angol fővárosba, és a szállodában is külön emeleten helyeztették el magukat, távol a szultáni képviselőktől.
A török oldalt Sami vezette, a rossz egészségi állapotban lévő Tevfik teljesen átengedte neki a vezetést. A török delegáció az ország 1913-as határainak visszaállítását, Szmirna evakuálását, a szövetséges csapatok Konstantinápolyból való kivonását és a Boszporusz feletti teljes felügyeletet követelték. A görögöket külön hallgatták meg, mert nem voltak hajlandók egy asztalhoz ülni a törökökkel, és elutasították azok minden követelését. A konferencia eredménytelenül zárult, ennek ellenére nagy lépést jelentett a nemzetiek számára, hiszen nemzetközi fórumon beszélhettek az ügyükről, és elérték, hogy a Nyugat komolyan vegye őket.

### Eskişehir eleste

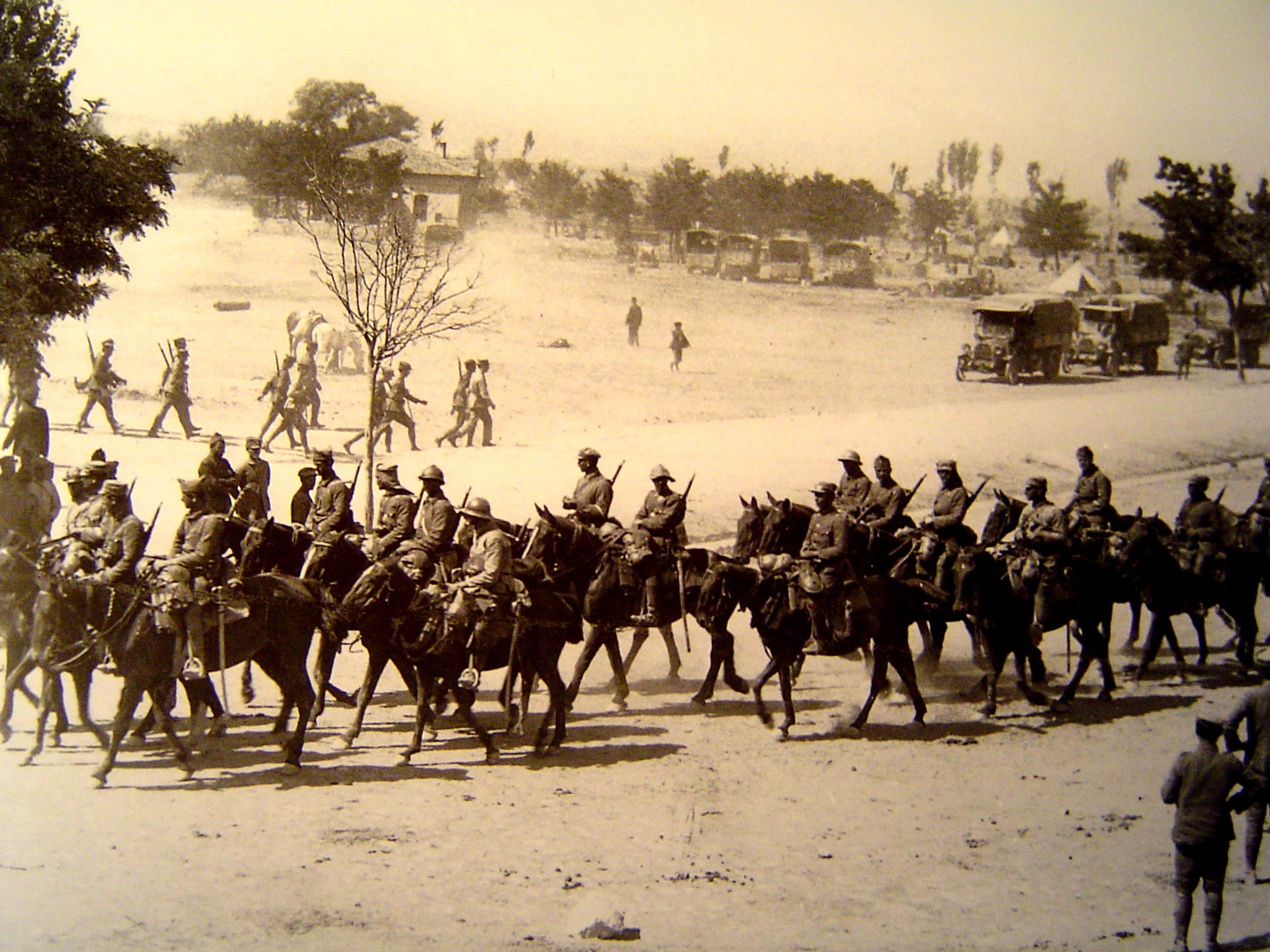
Görög csapatok Eskişehirben

Míg a törökök a sikertelen londoni konferencia után a szövetségesek által javasolt változtatásokon gondolkodtak és Kemal átszervezte a hadsereget, a görögök márciusban támadást indítottak Bursa felől, ismét Eskişehir és Afyon ellen vonulva. A második inönüi csatában İsmet ismételten visszaverte őket. A görögök újra próbálkoztak. Úgy tervezték, hogy nem szemből, hanem délről megfordulva veszik be Eskişehirt. Elfoglalták Uşakot, Afyonkarahisart és Kütahya felé menetelve körbevétellel fenyegették a várost. Kemal, mint a kormány és így a hadsereg feje, július 18-án visszavonulót parancsolt a Sakarya folyó mögé, İsmet egy kisebb alakulattal fedezte a visszavonulást; a város pedig görög kézre került.
A rendkívüli veszélyre való tekintettel Kemal kineveztette magát teljhatalmú legfőbb parancsnoknak, és három hónapig katonai diktátorként vezette az országot. Drasztikus rekvirálás következett, a lakosságnak be kellett szolgáltatnia minden használható fegyvert, ruhaneműk, élelmiszerek és egyéb meghatározott tárgyak, valamint igásállatok és szekerek bizonyos százalékát. Felszólította a nőket, hogy segítsenek ott, ahol nincs elég szekérvonó igásállat. A török nők fontos szerepet játszottak a háború folyamán, ők húzták a frontra – gyakran nagyon nehéz, hegyes terepen át – a fegyvereket és utánpótlást szállító szekereket, lőszert gyártottak és fegyvereket kovácsoltak, a hátországban maradt nők vették át a férfiak helyét a földeken. Az angorai vasúti javítóműhelyeket fegyvergyárrá alakították át, ahol bajonetteket és kardokat kovácsoltak. Törökország Musztafa Kemal parancsára hosszútávú háborúra rendezkedett be. A görögök Angora felé fordultak.

### Sakaryai csata

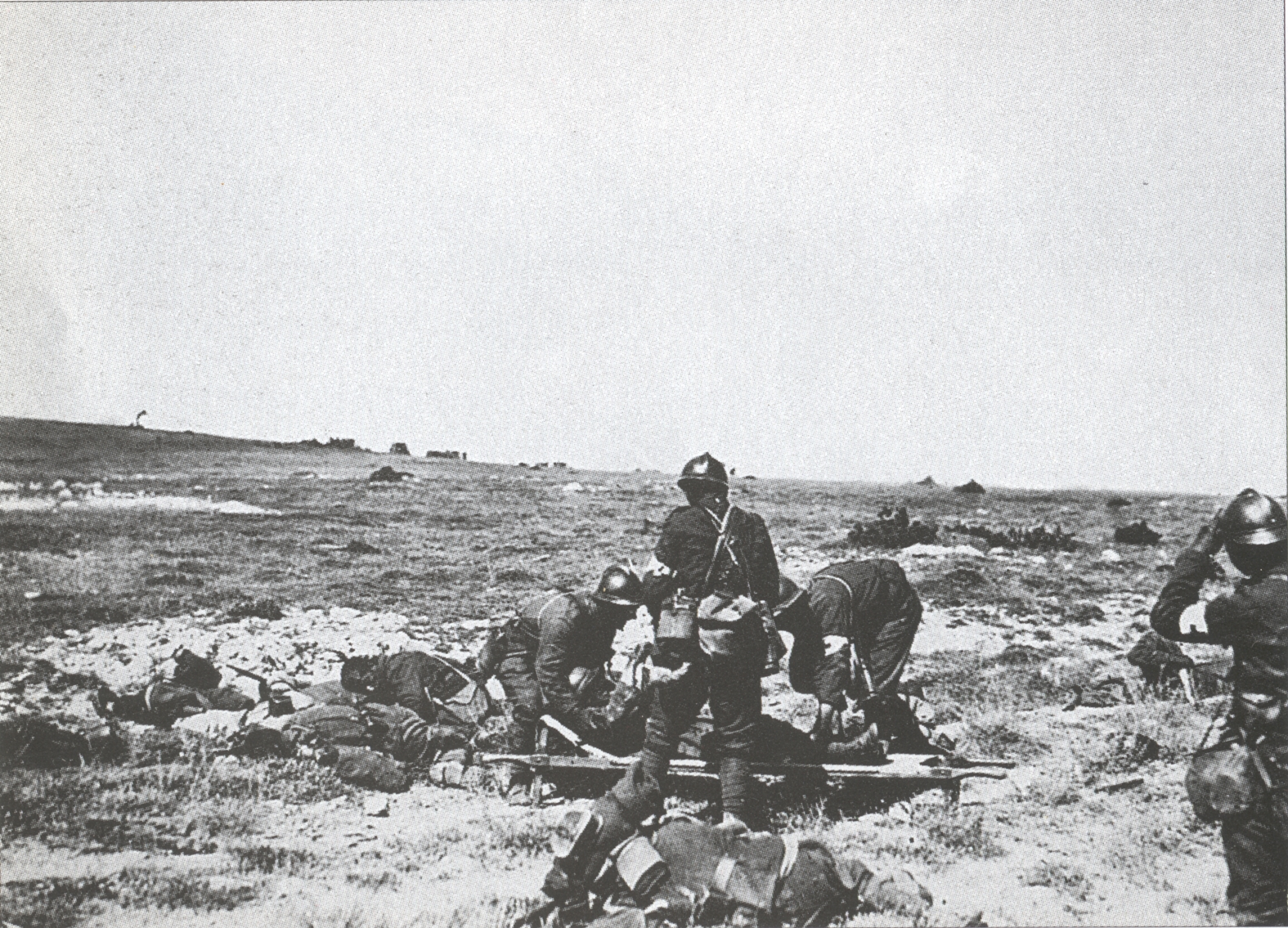
A sebesült görög katonák evakuálása

A győzelemtől mámoros I. Konstantin Angora meghódításával Nagy Sándor nyomdokaiba kívánt lépni. Célja az volt, hogy kiszorítsa a nemzeti kormányt Angorából Kayseribe vagy Sivasba, miközben felkeléseket robbant ki Konya körzetében, és így a nemzetiek hitelüket vesztve elbuknak. A király, tábornokai javaslata ellenére, Angora felé vezényelte a hadsereget, akik a forró nyári szárazságban meneteltek a végeláthatatlan anatóliai sztyeppén, vízutánpótlás nélkül. Kemal serege a Sakarya folyó mögött várta a támadást, saját, különleges fekete-tengeri testőralakulatával körbevéve, akik külön egységet alkottak a hadseregben.
Az első támadás augusztus 23-án kezdődött meg, a görögök a török sereg bal szárnyát vették célba, ahol a törökök visszavonulót fújtak. Kemal menesztette az egység parancsnokát a parancs nélküli visszavonulás miatt, és kijelentette, hogy a meghátrálást szigorúan fogják büntetni. A görögöket vezető Papúlasz tábornok úgy vélte, a törökök a balszárnyra súlyozzák erőiket, így észak felé irányította a hadsereget, hogy szemből, középről támadjanak. Azt azonban nem tudta, hogy kommunikációs hiba miatt rossz információkat kapott, mivel a törökök éppen a középső fronton csoportosították erőiket. A harc 22 napig tartott, a görögök előrenyomultak, a törökök helyzete súlyosbodott. Már csak a Çal-hegység választotta el a görögöket Angorától, de sikerült visszaszerezni. Véres küzdelemben sikerült csak megfékezni az ellenséget, és a táj dombos-hegyes jellege sokat segített a törököknek ebben. A görög katonák egyre inkább kezdték elveszteni a hitüket. Végül szeptember 12-én Athén kiadta a parancsot a visszavonulásra. A harcokban 3700 török és 4000 görög katona esett el, 15 ezer görög katona eltűnt vagy fogságba esett. A nemzetgyűlés ovációval fogadta a visszatérő Kemalt, és neki adományozta a Gazi, azaz „hős” címet.

### Külföldi támogatás
A sakaryai csata nyomán az angorai vezetés több oldalról is morális illetve anyagi támogatást kapott, anélkül, hogy kérte volna. A legnagyobb anyagi segítség India muszlimjaitól érkezett, a 125 ezer dollárnyi adományból a hadsereget támogatták. A kemalisták ügye több keleti országban is lángra lobbantotta a nemzeti érzelmeket, még Kínáig is eljutott a híre. Mindazonáltal Musztafa Kemal eltökélt célja az volt, hogy az országot a nyugathoz hozza közelebb, és nem a kelethez. Ennek egyik megnyilvánulása volt az 1921. október 20-án a franciákkal aláírt szerződés, amelyben szerepelt Kilikia kiürítése, a kilikiai-szíriai határ módosítása a törökök javára, és egy olyan török bizottság kihelyezése Alexandrettába, amely biztosíthatta az ott élő törökök jogait. Cserébe a franciák bizonyos előjogokat kaptak a bagdadi vasút fölött. A franciák elsősorban azért igyekeztek megegyezni a törökökkel, mert a sakaryai csata meggyőzte őket arról, hogy a sèvres-i békeszerződést már nem lehet rákényszeríteni az országra. Ugyancsak szerepet játszott a közeledésben az, hogy a franciák nehezményezték a közel-keleti brit dominanciát. A szovjetek is üdvözölték a kemalista győzelmet, gratulációk hada árasztotta el Angorát, és 1 millió aranyrubel értékben anyagi támogatást is kaptak tőlük, ám az angolok feltételezései ellenére Kemal nem volt elragadtatva a szovjet segítségnyújtástól, sokkal inkább kereste a nyugati hatalmak, például Olaszország segítségét, amelyet egy, a franciákéhoz hasonló szerződés aláírásával meg is kapott.
Az immáron nyugati és keleti támogatással is megerősödött angorai kormány visszautasította az angolok újabb béketárgyalásokra tett kísérletét, miután elfogadhatatlannak tartották Lord Curzon külügyminiszter feltételeit. A törökök csak akkor egyeztek volna bele a fegyverszünetbe, ha a görögök azonnal kivonulnak Anatóliából, ezt viszont az angolok utasították vissza. Mivel a békére tett kísérletek kudarcba fulladtak, Kemalék felkészültek a görögök elleni végső csatára.

### Dumlupınari csata

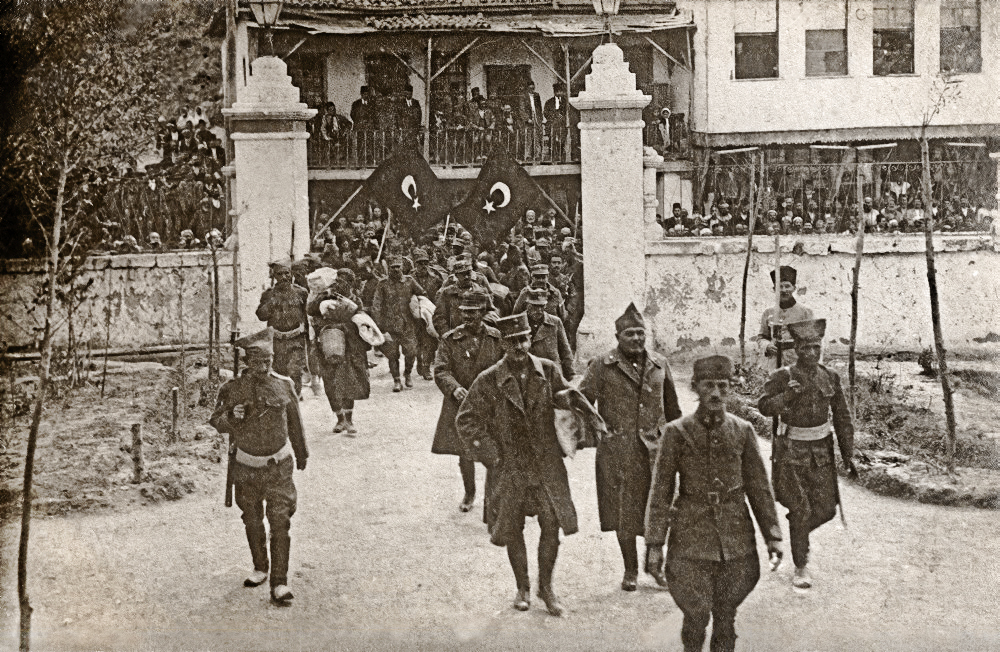
Kimon Digenis tábornok, és katonáit a török katonák elrabolták elfogásuk után

A békeajánlat elutasítása nehéz helyzetbe hozta Kemalt a nemzetgyűlésben, ahol sokan zúgolódni kezdtek. A képviselők egy része úgy gondolta, súlyos hiba volt elutasítani a nyugati közeledést, és feleslegesen ontani tovább a török katonák vérét, ha békésen is le lehetne zárni a konfliktust, annak ellenére, hogy a nyugati ajánlat korántsem felelt meg a Nemzeti Egyezményben foglaltaknak. Kemal ragaszkodott ahhoz, hogy most vigyék dűlőre az ügyüket, mielőtt a nemzetgyűlés megosztottsága a hadsereget is eléri. Körútra indult a fronton, ahol a katonákat motiválta a háború folytatásában. Időközben a parlamentnek újra szavaznia kellett Kemal katonai parancsnoki jogairól, amelyet végül harmadszorra is meghosszabbítottak. Ez sokaknak nem tetszett, úgy gondolták, bár a háborúra való tekintettel a Gazinak meg kell ugyan kapnia a kizárólagos parancsnoki címet, abban azonban nem voltak biztosak, hogy mi lesz majd a háború végeztével. Kemal néhány barátja, köztük a miniszterelnöknek kinevezett Rauf is aggódtak, hogy a friss demokrácia egyetlen ember diktatúrájába csaphat át.
Végül a görögök lépése döntött: miután Angorát nem sikerült bevenniük, Konstantinápoly felé fordították figyelmüket és két hadosztályt léptettek partra Trákiában, készen arra, hogy bevonuljanak a fővárosba. A nemzetieknek lépniük kellett. A görögök fő arcvonala a Márvány-tengertől a Menderes völgyéig húzódott, Eskişehirnél és Afyonkarahisarnál. A törökök támadásra készültek, amelynek pontos idejét Kemal teljes titokban tartotta. 1922. augusztus 25-én átköltöztette főhadiszállását a Koca Tepe-hegy mögé, majd parancsot adott, hogy minden kommunikációs vonalat vágjanak el Anatólia és a külvilág között. A katonák másnap hajnalban a következő parancsot kapták: „Célotok a Földközi-tenger!” A szemközti hegyvonulat délelőtt fél tízre a meglepetésből támadó törököké lett. Mire a görögök felocsúdtak, a török lovasság felszabadította a Szmirnába vezető vasútvonalat. A következő két napban a törökök rendületlenül nyomultak előre, visszafoglalták Afyonkarahisart, amit a görögök egyetlen lövés leadása nélkül adtak át nekik. Kemal katonái már Szmirna előtt, Dumlupınar völgyében jártak, ahol augusztus 30-án bekerítették a görögöket, erre azok a tenger felé próbáltak menekülni. Visszavonulásuk közben falvakat égettek fel, az útjukba kerülő török lakosságot legyilkolták. A dumlupınari csata napja Törökországban nemzeti ünnep, a Zafer Bayramı, azaz „a győzelem ünnepe”.

### Szmirna lángba borul

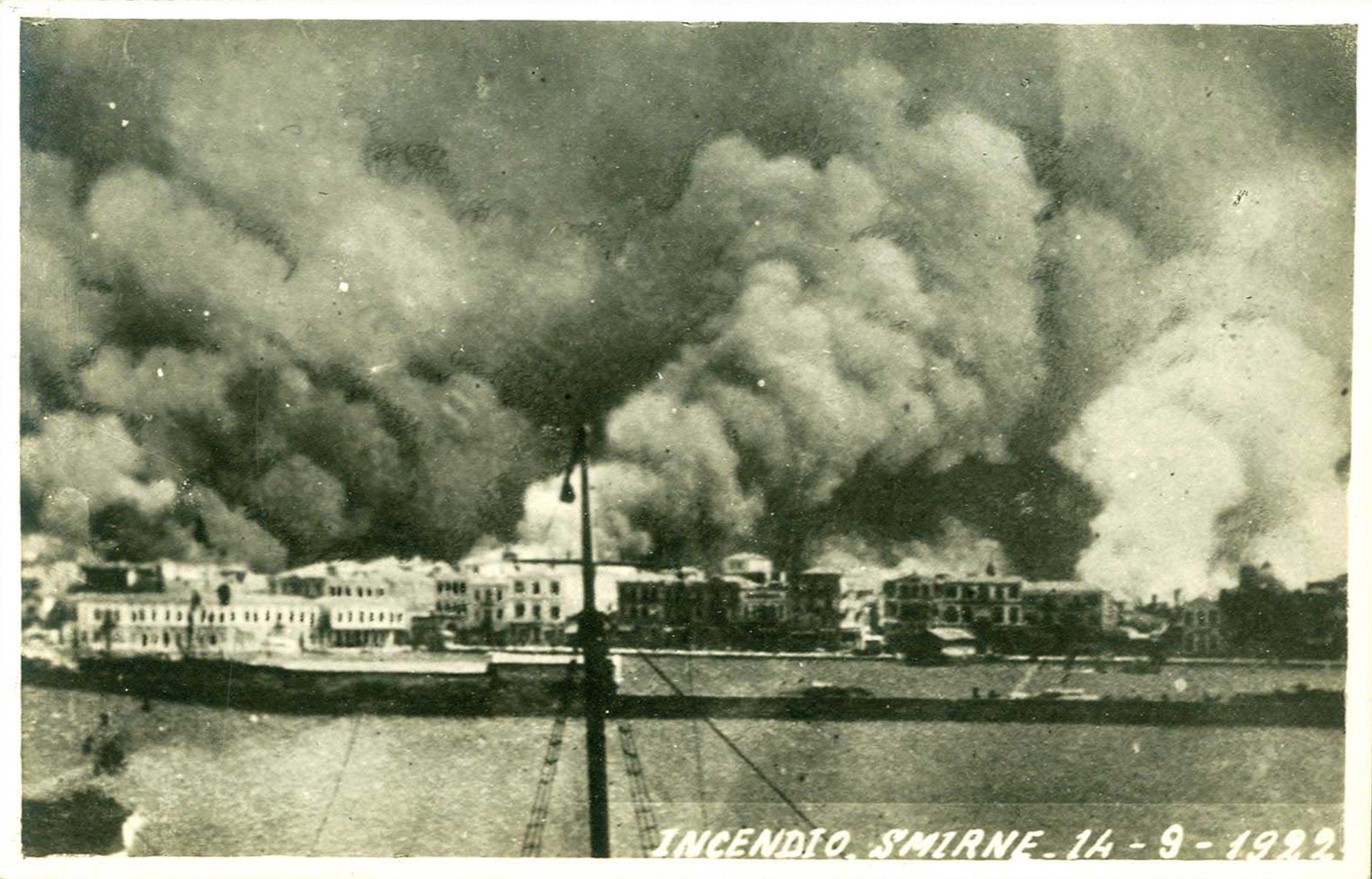
Az égő Szmirna látványa egy olasz hajóról

Miután a görög hadseregre megsemmisítő csapást mért, Kemal Szmirna felé vette útját, célja a város felszabadítása lett. A görögök szeptember első napjaiban erősítést küldtek a mai İzmirbe, ám a katonák lázadni kezdtek, nem akarták folytatni az értelmetlen háborút, s szeptember kilencedikén átadták a várost a törököknek. A városban élő görögök vonakodva bár, de beszolgáltatták fegyvereiket a török katonáknak, az örmény kisebbség azonban nem volt erre hajlandó, több helyen pokolgépes merényletet hajtottak végre a törökök ellen. Megtorlásul a törökök a tengerbe kergették az örmény lakosságot, ismét csak tekintet nélkül gyermekre, nőre, aggastyánra, amit az öbölben állomásozó angol hadihajók legénysége tétlenül nézett végig.
Szeptember 13-án Szmirnában hatalmas tűz ütött ki, ami porig rombolta az egykor virágzó kikötővárost. Patrick Kinross szerint legvalószínűbb, hogy a tűz véletlenül tört ki, miután török katonák megpróbáltak fegyvereket rejtegető örmény lázadókat kifüstölni egy épületből, mire válaszul az örmények másutt tüzeket gyújtottak, hogy eltereljék a katonák figyelmét, a szerencsétlen széljárás miatt pedig a lángok gyorsan átterjedtek a környező negyedekre. Mustafa Kemal Atatürk szerint örmények gyújtogattak szándékosan, és erre a papok buzdították őket a templomokban. Egy amerikai megfigyelő szerint viszont a török katonák szándékosan és előre eltervezetten, szervezetten gyújtották fel a várost. A lakosság a tűz elől az öbölbe menekült, ahonnan külföldi hajók próbálták őket – elsősorban a külföldieket – kimenekíteni. A görög Szmirna hamvain később egy igazi világváros épült fel İzmir néven, amelyet „az Égei-tenger gyöngyének” is neveznek.

### Az angolok meghátrálnak

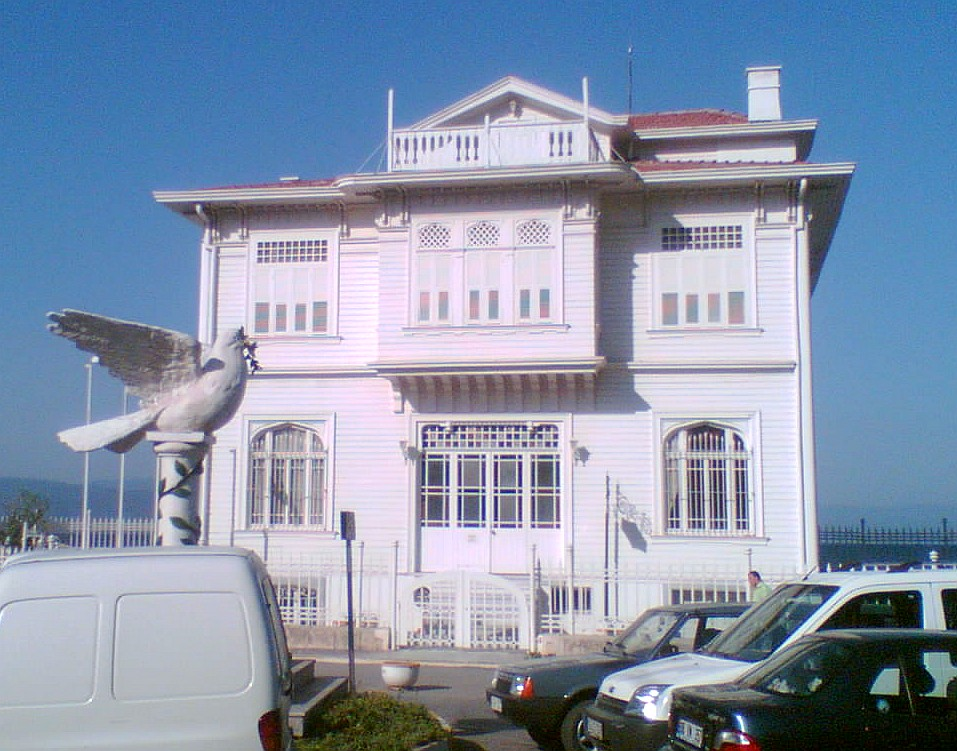
Az épület, ahol aláírták a mudanyai egyezményt

Miután Szmirna török kézre került, Kemal katonái Bursát is elfoglalták, majd a Gazi Konstantinápoly és Trákia felé irányította a csapatait, hogy átvegye az ellenőrzést a Boszporusz felett, ahogy azt a Nemzeti Egyezmény szövege is megkövetelte. Lloyd George elfogadhatatlannak tartotta, hogy a törökök átkeljenek a semleges zónává nyilvánított szorosokon, miközben Kemal katonái rendületlenül meneteltek felfelé a Dardanellák ázsiai oldalán. Az eddig a miniszterelnök görögpárti politikáját ellenző Winston Churchill vesztét érezve átpártolt Lloyd George-hoz, és hivatalos közleményben kijelentette, hogy Kemalékat meg kell állítani, nem szállhatnak partra az európai oldalon. A hirtelen kiadott közleményről az ország külügyminisztere, Lord Curzon és a gyarmatok vezető politikusai is csak az újságokból értesültek. A felháborodott franciák és olaszok erre visszavonták a korábban Çanakkalénál, erődemonstráció végett állomásoztatott csapataikat, kijelentve, hogy ők nem akarnak háborút a törökökkel. Nemcsak a szövetségesek, az angol közvélemény is háborgott. Kemal, kihasználva a helyzetet és a kormányváltást Görögországban, gyors erődemonstrációba kezdett. Mintegy negyvenezer katonája tartott Çanakkale felé, ötvenezer vonult İzmit irányába, negyvenezer állomásozott Konstantinápoly közelében, újabb húszezer Thrákiában. Az angol kormány – Curzon heves tiltakozása ellenére – ultimátumot akart küldeni Angorának, aminek továbbítását az anatóliai angol erők parancsnoka, Harington tábornok bölcsen halogatta, míg Kemal el nem fogadta a meghívást a békekonferenciára, amelynek feltételéül a Gazi Kelet-Thrákia visszaszolgáltatását szabta. Az ultimátumot így Harington sosem továbbította.
A béketárgyalások előzetes megbeszéléseit Mudanyában tartották. A három napig tartó tárgyalásokat a török oldalról İsmet, a szövetséges oldalról Harington vezette. A tárgyalások végeztével a törökök megkapták, amit akartak: Kelet-Thrákiát. Az ott élő görögök felpakolták ingóságaikat és elkezdtek Nyugat felé vonulni. A brit konzervatív párt képviselője Andrew Bonar Law rávette pártját, hogy szakítson a koalícióval, mivel sokan úgy vélték, hogy Lloyd George és Churchill veszélyes külpolitikája újabb háború szélére sodorta az országot. Lloyd George lemondott, és Bonar Law lett az új miniszterelnök. A kemalisták megnyerték a háborút, hozzájárultak az angol kormány összeroppanásához, és győztes pozícióból várhatták a lausanne-i békekonferenciát.

## A szultanátus eltörlése
A békekonferencia előtt a szövetségesek elkövettek egy hibát, ami kiváló okot szolgáltatott Mustafa Kemal Atatürknek arra, hogy véglegesen megszabaduljon a szultántól. A szövetségesek ugyanis két meghívót küldtek a konferenciára: egyet Vahideddin szultánnak és egyet Angorának. Az angorai kormány képviselői heves tiltakozásba kezdtek, azzal vádolva a szultánt, hogy megosztja az országot és megszegi a mudanyai egyezményt. Az ellenzék meggyőzésére Kemal muszlim hodzsák, vallásjogi tudósok segítségét is igénybe vette, kijelentve, hogy volt már példa az iszlám történelmében a szultanátus és a kalifátus szétválasztására. Két rendeletet fogalmaztak meg, az egyik szövege szerint a szultanátus megszűnt 1920. március 16-án, Konstantinápoly angol megszállása idején; a másodikban pedig kihirdették, hogy a nemzetgyűlés fog a hithű muszlimok lelki vezetésére alkalmas kalifát választani az Oszmán-házból. A szultánt a hívei teljes titokban, Harington egyik hajóján, a HMS Malayán menekítették ki az országból Málta szigetére. A nemzetgyűlés II. Abdul-Medzsidet választotta kalifává, szultáni címet azonban már nem kapott, a szultanátust 1922. november 1-jén végleg eltörölték.

## Végső győzelem Lausanne-ban

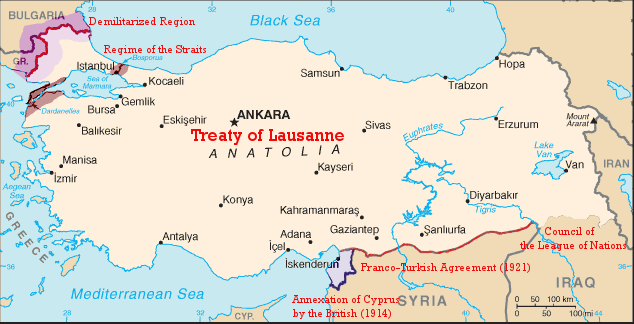
Törökország térképe a lausanne-i békeszerződés alapján

A lausanne-i konferencia három fő kérdése a Boszporusz felügyelete, Moszul problémája és a nyugati hatalmaknak az oszmánok által biztosított kivételező gazdasági szerződések, az úgynevezett kapitulációk helyzete volt. A törökök teljes felügyeletet akartak a szorosok felett, a szövetségesek azonban nemzetközi zónává akarták nyilvánítani, de végül a török álláspont nyert. A kisebbségek kérdésében Lord Curzon – nem utolsósorban a Szovjetunióval szemben az egyensúly megtartása érdekében – azt javasolta, hogy Törökország legyen tagja a Népszövetségnek (az ENSZ elődjének), és a szövetség előírásainak megfelelően kezelje a kisebbségek kérdését. Curzon legnagyobb meglepetésére a törököket képviselő İsmet pasa elfogadta a javaslatot.
Megállapodás született a kötelező lakosságcseréről, aminek következtében néhány hónappal később szinte az összes görög elhagyta Anatóliát. Norman M. Naimark, a Harvard Egyetem professzora szerint az áttelepítésre szánt népesség nagyobb részét már 1923 előtt elűzték, ennek során a kisebbségekhez tartozó több százezer embert meggyilkoltak.
Észak-Thrákia határait a Nemzeti Egyezménynek megfelelően jelölték ki. Az egyik legproblémásabb pont Moszul kérdése volt. A törökök azzal érveltek, hogy határaik védelme szempontjából fontos kikötőállomásnak számít. A török lakosság aránya azonban nem volt döntő többségű, a területen túlnyomóan arabok és kurdok éltek. Moszult végül kénytelenek voltak feladni, de sikerült elérniük a kapitulációk eltörlését. A békeszerződést végül 1923. július 24-én írták alá, ez volt az első világháborút követő egyetlen olyan békeszerződés, amelyben nem a szövetségesek akarata érvényesült.
A békeszerződést több kritika is érte, elsősorban az Egyesült Királyság és az Egyesült Államok részéről. George Curzon brit külügyminiszter azon a véleményen volt, hogy a lausanne-i szerződés messzemenően rossz megoldás, amely miatt a világnak a következő száz évben még súlyos jóvátételt kell fizetnie. James W. Gerard, Németország volt amerikai nagykövete szerint Lausanne-ban feláldozták a keresztény civilizációt az olaj-spekulátorok érdekeinek oltárán; véleményét magas rangú harvardi és columbiai professzorok támogatták. Más egyetemek történészei és magas pozíciót betöltő állami hivatalnokok viszont védelmükbe vették a békeszerződést.

## Következmények
Tíz nappal a békeszerződés aláírása után a szövetséges csapatok kivonultak Konstantinápolyból, majd az ország teljes területéről is. A függetlenségi háborúban elérték, hogy a nyugati hatalmak komolyan vegyék a születő Törökországot, és az ország elindulhatott a nyugatosodás útján. Az Oszmán Birodalom összeomlott, 1923. október 29-én kikiáltották a köztársaságot. 1924-ben végleg eltörölték a kalifátust, megalapozva a szekuláris, vallástól függetlenített államot és megkezdődtek Musztafa Kemal drasztikus reformjai az ország nyugathoz történő felzárkóztatására.
Maradjatok hűek önmagatokhoz, de tanuljátok meg átvenni a nyugattól azt, ami feltétlenül szükséges ahhoz, hogy fejlett nép lehessünk. Fogadjátok be a tudományt és az új eszméket az életetekbe. Ha nem teszitek, [a tudomány fejlődése] legyőz titeket.